# Pôle de compétitivité TEAM2
 (janvier 2023).
Le pôle de compétitivité Technologies de l’Environnement Appliquées au Matières et aux Matériaux (TEAM2) développe la recherche et les applications industrielles dans le domaine des écotechnologies, des éco-matériaux, du recyclage et la dépollution en France.
Établi dans les Hauts-de-France autour d'acteurs industriels et de recherche du développement durable, de la déconstruction et du retraitement des déchets, il a été labellisé Pôle de compétitivité en mai 2010.

## Contexte de l'économie circulaire en France
« Les ressources naturelles considérées encore il y a peu comme infinies sont aujourd’hui un enjeu en termes d’économie et d’utilisation rationnelle des ressources. L’économie circulaire se différencie des processus industriels habituels, qui tendent à épuiser d’un côté des ressources et à accumuler de l’autre des déchets, en cherchant à prendre comme modèle les cycles des écosystèmes naturels. »
Les plans de prévention et de gestion des déchets du secteur des bâtiments et travaux publics contiennent des objectifs de recyclage et de valorisation-matière ; cela s'applique notamment aux déchets de matériaux de construction, à la fonderie et aux désassemblages métallurgiques. Les boues issues de systèmes d'épuration et d'installations industrielles, les ballasts ferroviaires, les mâchefers d'incinérateurs, les résidus des infrastructures routières doivent faire l'objet de traitements spécifiques ; les sédiments des voies navigables et zones portuaires, tout comme les déchets d'équipements électriques et électroniques, peuvent être valorisés et permettre de recycler les métaux rares ; les verres, emballages cartons et plastiques peuvent être recyclés, transformés en granulats pour former des nouveaux matériaux : l'économie circulaire suppose que le déchet de l'un devient la ressource d'un autre.
Dans ce cadre où l'éco-conception et la dépollution sont des axes d'actions importants, le pôle TEAM2  contribue à accélérer l'innovation et le déploiement des technologies vertes dans les domaines de la collecte, du tri, de recyclage et de valorisation des déchets. L'objectif est de développer les technologies permettant des modes de production moins consommateurs en matières premières. Les déchets sont ainsi transformés en matières premières secondaires, c'est-à-dire des matériaux issus du recyclage de déchets et pouvant être utilisés en substitution totale ou partielle de matière première vierge. 
« Le secteur des déchets est l’un des secteurs majeurs des éco-technologies en France, avec 2 leaders Veolia Propreté et Sita, qui dominent aussi le marché mondial. (...) Le potentiel de développement de la valorisation des déchets afin d’en faire des ressources est donc considérable et ce d’autant plus que l’accélération de l’urbanisation de la planète va obliger de plus en plus de populations à intégrer une gestion « moderne » de leurs déchets, que la montée en puissance des contraintes environnementales et de la prise de conscience de la moindre disponibilité des ressources naturelles va obliger les politiques à développer partout de véritables stratégies de valorisation de leurs déchets. ».

## Domaine de recherches
Le pôle TEAM2 met en œuvre les techniques propres à l'économie circulaire, le recyclage et le cycle de vie des
matières et matériaux, et notamment  :
- le recyclage et l'extraction des métaux stratégiques et terres rares issus des D3E, des résidus de broyages automobiles, de certains process industriels, de résidus miniers...
- le recyclage et la valorisation minéraux issus des déchets du BTP, des co-produits de process industriels, des sédiments de dragage des canaux, rivières, ports, barrages...
- le recyclage des "organiques", et en priorité les déchets plastiques, les composites, ainsi que les déchets textiles,
- le développement des équipements et technologies de recyclage  sur toute la chaîne de valeur des traitements (caractérisation, tri, séparation, broyage, refabrication, adaptation des process d'usage...Les technologies d'hydrométallurgie et de pyrométallurgie sont, par exemple,  des secteurs prioritaires pour le pôle

## Membres
Environ 200 éco-entreprises et PME des technologies environnementales sont impliquées dans le pôle TEAM2, ainsi que Veolia Environnement et Suez Environnement-Sita. Le conseil d’administration comprend :
- des représentants des sociétés et organismes industriels de l'exploitation et du recyclage: Baudelet environnement - NYRSTAR - MITTAL - Groupe FIVES – Kaléa - Lumiver - Néo- Eco - WEEE METTALICA  – RAMERY Environnement - IXSANE - ROLL GOM - ENVIE 2E - TERRA NOVA DEVELOPPEMENT - PAUL WURTH - ECODAS - MTB RECYCLING - PELLENC ST - CEA - BRGM - groupe VAUCHE - EURAGGLO - BEFESA VALERA - RECYTECH - EQIOM -
- des acteurs institutionnels : Chambre de commerce et d'industrie Grand Lille - Création Développement EcoEntreprises (cd2e) - Envie2e (collecte, traitement et  valorisation de déchets d'équipements électriques et électroniques) - Fédération régionale des travaux publics - Federec Nord-Picardie
- des établissements d'enseignement supérieur et de recherche de l'Université Lille Nord de France: École centrale de Lille -  Université Lille I, Laboratoire de catalyse de Lille - Unité de catalyse et de chimie du solide (UCCS) - École nationale supérieure des mines de Douai.

## Sources